# Man'yōsen
Man'yōsen (jap. 万葉線) – nazwa linii tramwajowej, łączącej japońskie miasta Takaoka i Shinminato.

## Historia
Pierwszy fragment linii na trasie Rokutoji (Toyama) – Koshinokara otwarto w 1924. W 1948 wybudowano linię Takaoka – Yonejimaguchi, a w 1951 wybudowano linię od Yonejimaguchi do Rokutoji. W 1980 zlikwidowano linię Rokutoji – Koshinokara. Z powodu malejących przewozów planowano zlikwidować linię. W 2001 miasta Takaoka i Shinminato utworzyły spółkę Manyosen Company, która od 2002 zarządza linią. 

## Tabor
Tabor składa się z 10 wagonów starszej konstrukcji. Dodatkowo w firmie Bombardier Transportation w 2004 zamówiono 2 dwuczłonowe tramwaje. 